# Домбрувчин
Домбрувчин (пол. Dąbrówczyn) — село в Польщі, у гміні Сіценко Бидґозького повіту Куявсько-Поморського воєводства.
У 1975-1998 роках село належало до Бидгощського воєводства.